# Arsen Chubulov
Arsen Davidovič Chubulov (in russo Арсен Давидович Хубулов?; Vladikavkaz, 13 dicembre 1990) è un ex calciatore russo, di ruolo centrocampista.

## Caratteristiche tecniche
È un esterno sinistro.

## Carriera

### Club
Ha giocato nella prima divisione russa.

### Nazionale
Ha giocato nella nazionale russa Under-21.

## Statistiche

### Presenze e reti nei club
Statistiche aggiornate al 15 febbraio 2017.
| Stagione                   | Squadra                    | Campionato                 | Campionato | Campionato | Coppe nazionali | Coppe nazionali | Coppe nazionali | Coppe continentali | Coppe continentali | Coppe continentali | Altre coppe | Altre coppe | Altre coppe | Totale | Totale | Totale |
| Stagione                   | Squadra                    | Comp                       | Pres       | Reti       | Comp            | Pres            | Reti            | Comp               | Pres               | Reti               | Comp        | Pres        | Reti        | Pres   | Reti   |        |
| -------------------------- | -------------------------- | -------------------------- | ---------- | ---------- | --------------- | --------------- | --------------- | ------------------ | ------------------ | ------------------ | ----------- | ----------- | ----------- | ------ | ------ | ------ |
| 2008                       | Avtodor Vladikavkaz        | 2D                         | 8          | 0          | CR              | 1               | 0               |                    | -                  | -                  |             | -           | -           | 9      | 0      |        |
| 2009                       | Avtodor Vladikavkaz        | 2D                         | 30         | 5          | CR              | 1               | 0               |                    | -                  | -                  |             | -           | -           | 31     | 5      |        |
| Totale Avtodor Vladikavkaz | Totale Avtodor Vladikavkaz | Totale Avtodor Vladikavkaz | 38         | 5          |                 | 9               | 1               |                    | -                  | -                  |             | -           | -           | 81     | 10     |        |
| 2010                       | Alanija Vladikavkaz        | PL                         | 8          | 1          | CR              | 3               | 0               |                    | -                  | -                  |             | -           | -           | 11     | 1      |        |
| 2011-2012                  | Alanija Vladikavkaz        | 1D                         | 44         | 6          | CR              | 1               | 0               | UEL                | 4                  | 0                  |             | -           | -           | 49     | 6      |        |
| 2012-2013                  | Alanija Vladikavkaz        | PL                         | 14         | 2          | CR              | 0               | 0               |                    | -                  | -                  |             | -           | -           | 14     | 2      |        |
| Totale Alanija Vladikavkaz | Totale Alanija Vladikavkaz | Totale Alanija Vladikavkaz | 66         | 9          |                 | 4               | 0               |                    | 4                  | 0                  |             | -           | -           | 74     | 9      |        |
| 2013-2014                  | Kuban'                     | PL                         | 14         | 1          | CR              | 1               | 0               | UEL                | 5                  | 0                  |             | -           | -           | 20     | 1      |        |
| 2014-2015                  | Kuban'                     | PL                         | 15         | 0          | CR              | 2               | 0               |                    | -                  | -                  |             | -           | -           | 17     | 0      |        |
| 2015-2016                  | Kuban'                     | PL                         | 26         | 2          | CR              | 1               | 0               |                    | -                  | -                  |             | -           | -           | 27     | 2      |        |
| 2016-gen. 2017             | Kuban'                     | 1D                         | 18         | 3          | CR              | 0               | 0               |                    | -                  | -                  |             | -           | -           | 18     | 3      |        |
| Totale Kuban'              | Totale Kuban'              | Totale Kuban'              | 73         | 6          |                 | 4               | 0               |                    | 5                  | 0                  |             | -           | -           | 82     | 6      |        |
| gen.-giu. 2017             | Anži                       | PL                         | 10         | 5          | CR              | 1               | 0               |                    | -                  | -                  |             | -           | -           | 11     | 5      |        |
| 2017-2018                  | Anži                       | PL                         | 16         | 1          | CR              | 0               | 0               |                    | -                  | -                  |             | -           | -           | 16     | 1      |        |
| Totale carriera            | Totale carriera            | Totale carriera            | 203        | 26         |                 | 11              | 0               |                    | 9                  | 0                  |             | -           | -           | 223    | 26     |        |